# Émile Wegelin
Émile Robert Wegelin (ur. 24 grudnia 1875 w Lyonie, zm. 26 czerwca 1962 tamże) – francuski wioślarz, srebrny medalista olimpijski.
Wystąpił na igrzyskach olimpijskich w Paryżu w 1900, gdzie Francuzi w składzie: Georges Lumpp, Charles Perrin, Daniel Soubeyran i Émile Wegelin zdobyli srebrny medal w czwórkach ze sternikiem. 
Poza sportem zajmował się także malarstwem, malował przede wszystkim pejzaże. 